# Hitelintézeti palota (Miskolc)
Az egykori miskolci Hitelintézeti palota a Széchenyi utca 29. alatt áll, háromemeletes tömbjével kiemelkedve környezetéből, a szomszédos Silbiger- és Szabó-ház közül. Műemlék.

## Története
A mai épület helyén korábban már állt egy földszintes épület, amit az 1843-as nagy tűzvész megrongált. Ezután újjáépítették, később emeletet is húztak rá. 1867-ben megvásárolta a házat az Iparsegély Egylet, és a földszinten irodákat, az emeleten pénztárhelységet és üléstermet alakítottak ki. A telken épült másik épületben 1904-től működött egy „fényiroda műhely”, azaz fotóműterem is. Az épületet a használók hamarosan kinőtték, és Lichtenstein László bankigazgató finanszírozásában újat építettek, amely egy év alatt, 1913-ra el is készült. A terveket a fővárosi Hajós és Villányi tervezőiroda készítette (az iroda egyik tulajdonosa Hajós Alfréd volt). Az épületben 120 helyiség volt, a földszinten üzletek és raktárak, szállodai szintű, fürdőszobás szobák stb. A négyszintes, még meredeken magasított tetővel is növelt méretű épület már az építkezés előtt, illetve alatt vitákat generált, főleg a szomszédos egyemeletes házak tulajdonosai, lakói támadták azzal, hogy elnyomja, árnyékba borítja a közeli épületeket.
A 20. század második felében is megmaradt a banki funkció, a lényegében megőrződött belsőben az OTP egyik fiókja működött, az emeleteken bérlakások voltak. Az épület 2006-tól üresen állt, majd a tömbrehabilitáció keretében széles körű felújításon esett át. A 2010-es évek elejétől a Tesco nyitott üzletet benne.

## Az épület leírása
A környezetéből egy illetve két emelettel kiemelkedő épület, három emeletes épület. A ház földszinti megjelenését döntően befolyásolja a kovácsoltvas bejárat és a kirakati rács, a miskolci „Demeter Testvérek épület- és műlakatos” műhelyének munkája. Ezt a bejáraton öntöttvas táblán örökítették meg. A középső szélesebb portált két álkonzolokkal díszített falpillér választja el a két oldalon elhelyezkedő bal oldali bejárattól, illetve a jobb oldali, udvarra vezető kaputól. Az emeleti homlokzat hangsúlyos eleme az első emeletről induló, erőteljesen kiugró, zárt loggiát, illetve erkélyt magába foglaló, középrizalit-szerű építészeti forma. Erkélyek a harmadik emeleten a két oldalsó sávban is vannak, törtíves, konzolnélküli kivitelben. A földszintet az első emelettől egy enyhén profilált párkány választja el. A homlokzatot – az első emelet szintjén a zárt loggia, illetve a koronázópárkány felett az oromzat két szélén – gyümölcsfüzért tartó gyermekfigurák díszítik. Az első emeletiek 1-1 az oromzaton pedig 3-3 gyermekalak tart füzérdíszt kezében. Az első emeleti loggia alatti falmező egy kétszer hajlított füzérdíszt, a második emeleti két szélén viszont egy-egy füzéres fejezetű oszlop áll. A harmadik emelet erkélyét a loggiák felett alakították ki. A három részre tagolt oromzat fölött magas manzárdtető zárja le az utcai frontot.

## Képek

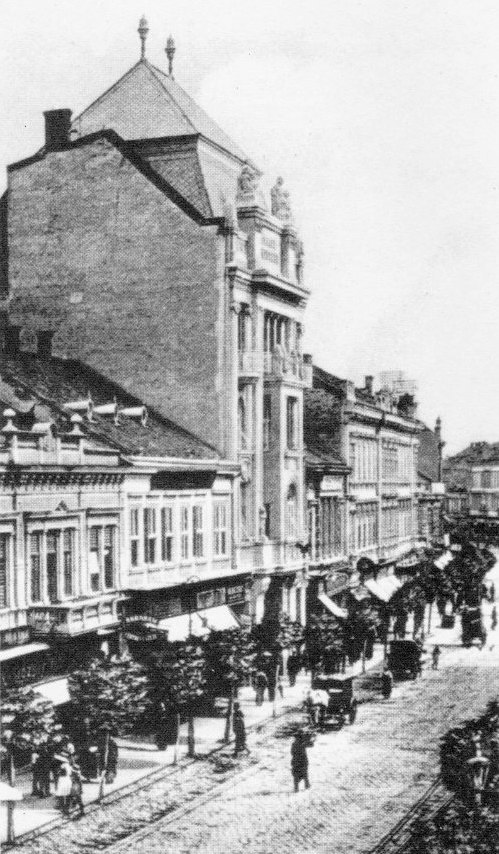
A környezetéből kiemelkedő épület 1913-ban
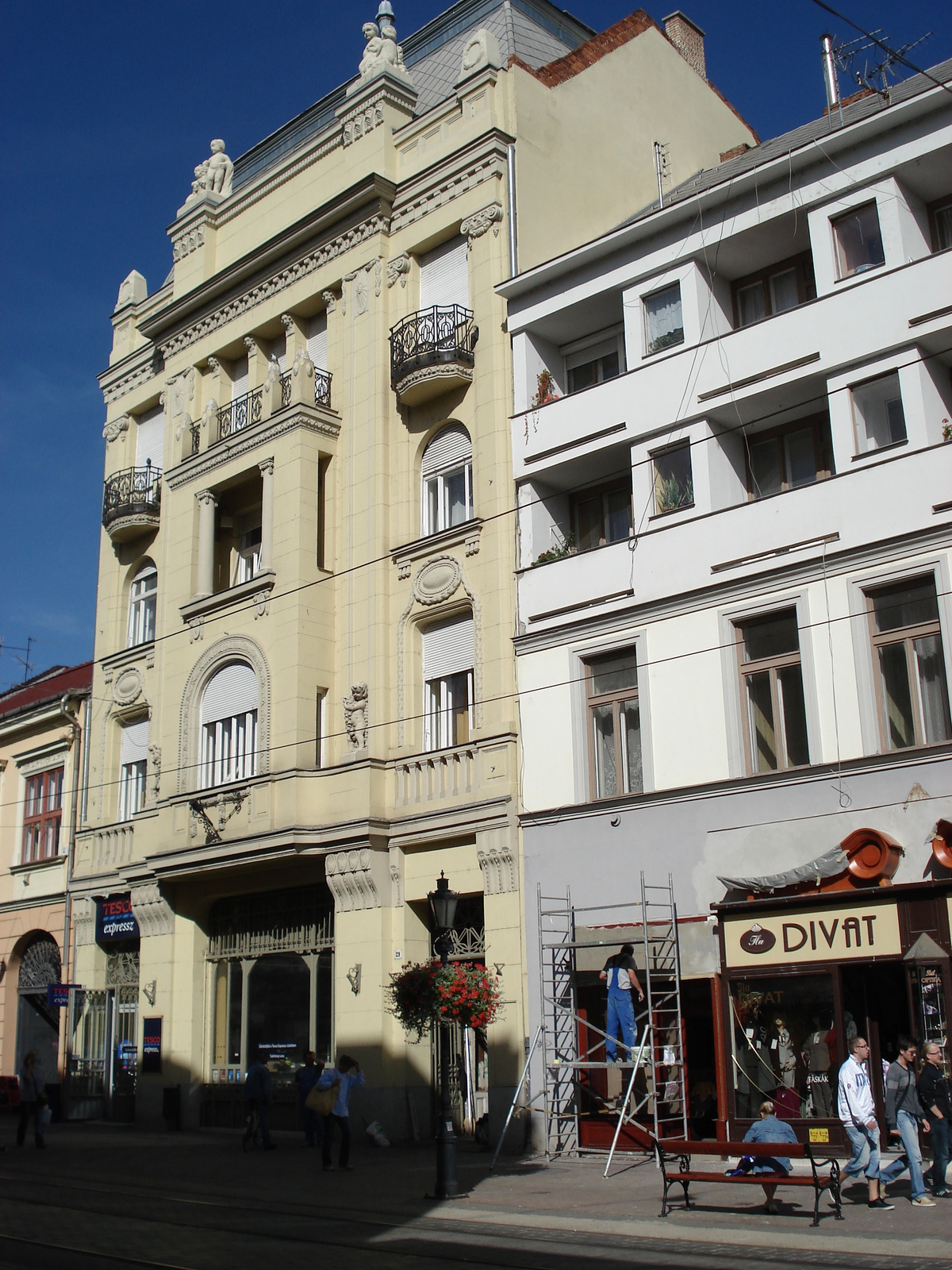
Az épület képe keleti irányból
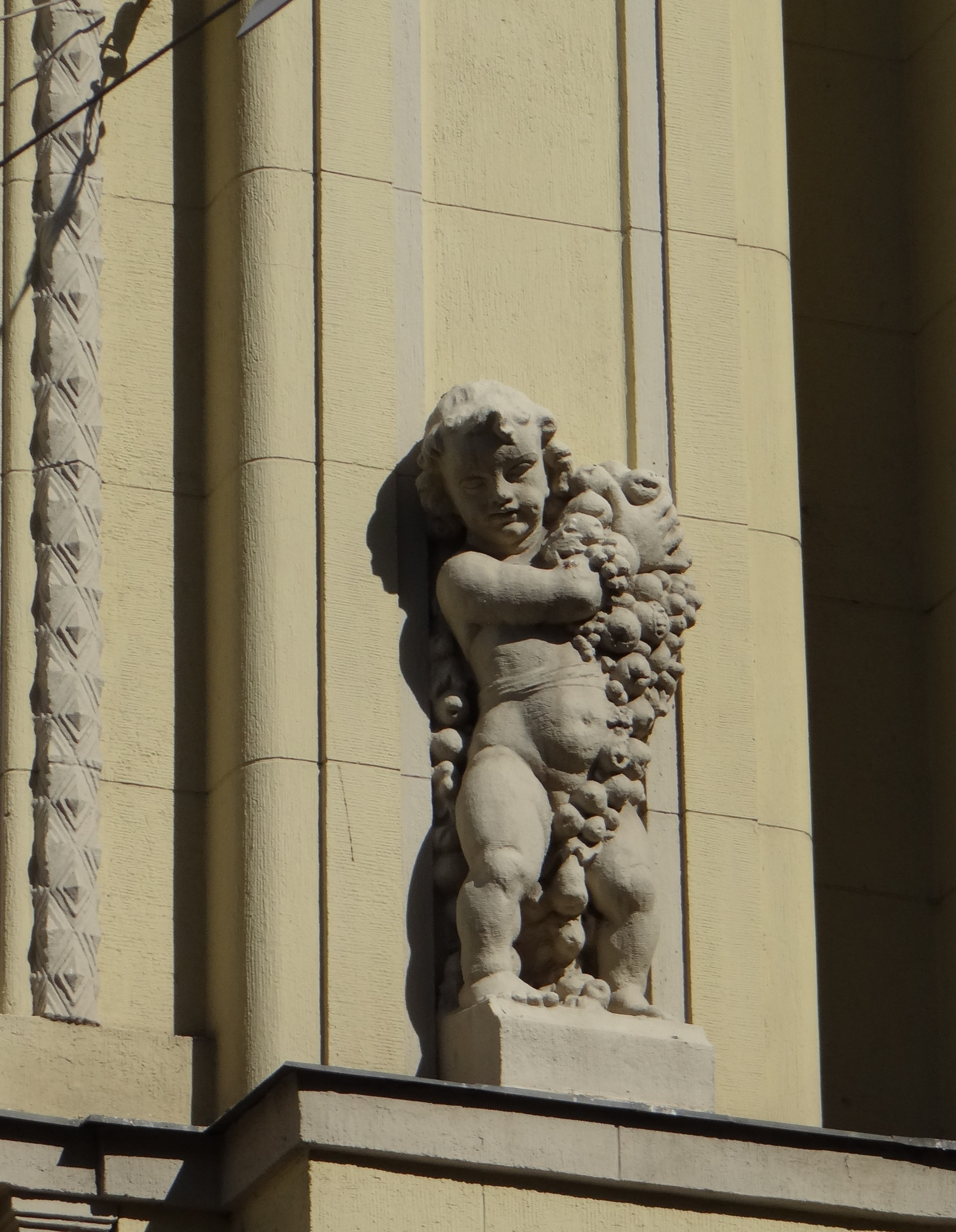
Az épület díszítése
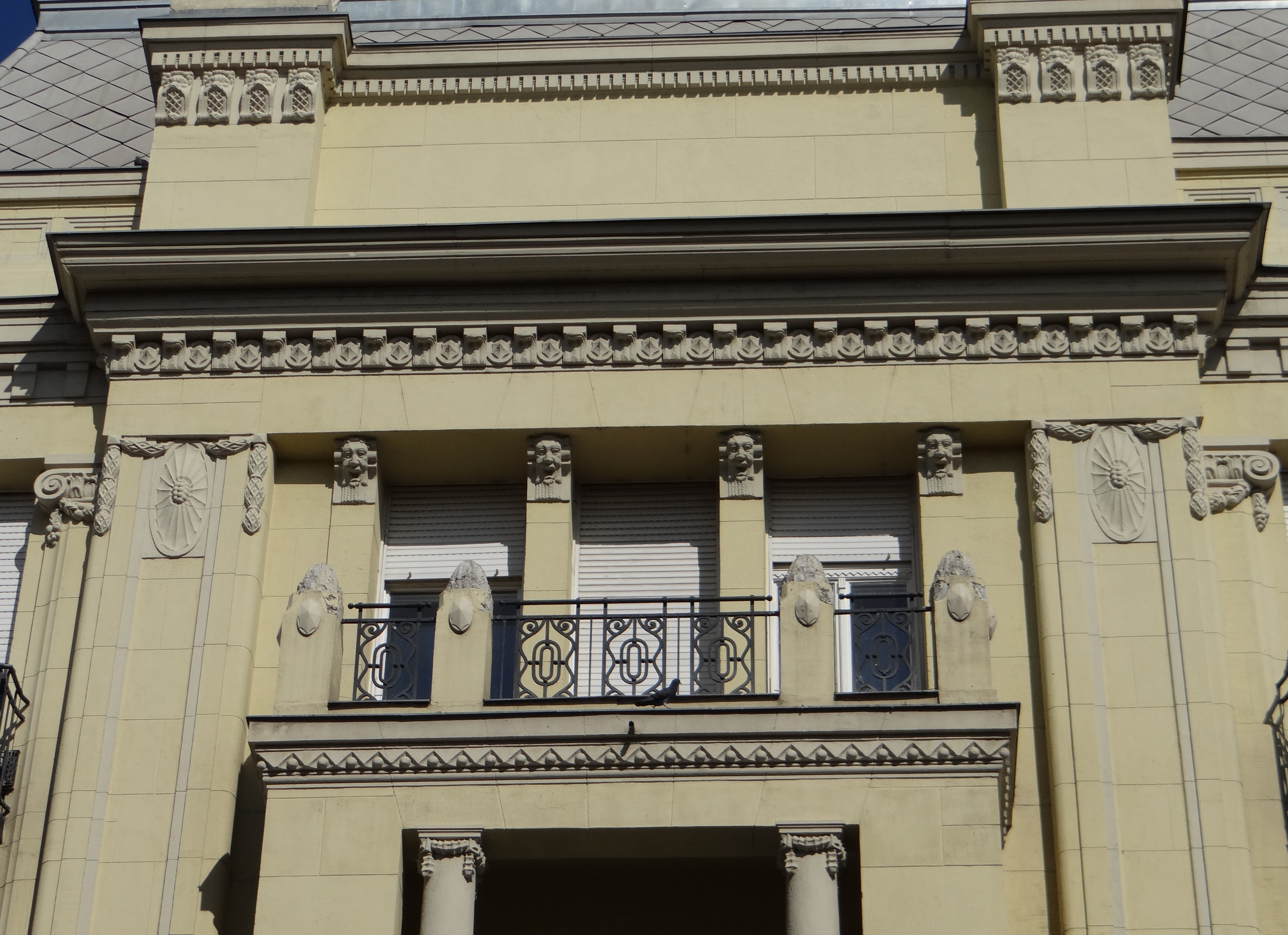
Az erkély és környezete
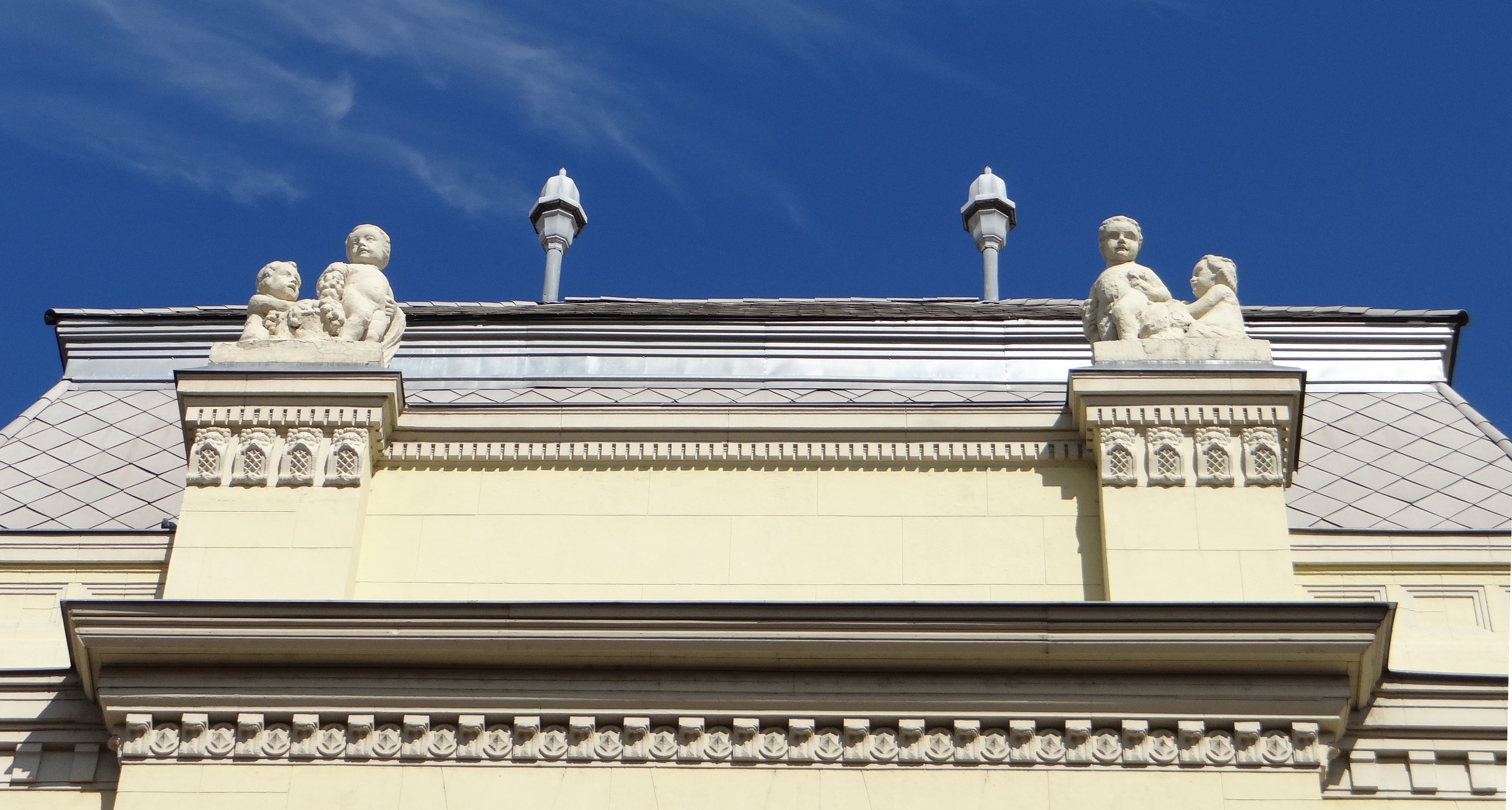
Épületdíszek